# Hōjō Tsunanari
Hōjō Tsunanari (北条綱成?   1515 - 1587) fue un samurái del período Sengoku de la historia de Japón.
Tsunanari fue hermano adoptivo de Hōjō Ujiyasu, y fue el defensor del Castillo Kawagoe durante el asedio sufrido en 1595.
Tsunanari falleció en 1587.